# Farnost Evangelické církve metodistické v Plzni-Lochotíně
Farnost Evangelické církve metodistické v Plzni-Lochotíně je územní společenství metodistických evangelíků v Plzni a okolí. 

## Historie a současnost
Lochotnská farnost vznikla osamostatněním skupinky věřících z (do té doby jediného) sboru na Husově ulici. Tento se členil na tzv. “kmeny”. Lochotínský kmen se od počátku scházel k bohoslužbám v pronajatých místnostech (především školy) a po domácnostech. Plnila se postupně jeho vize evangelizace, a tak se stal ještě v roce 1993 misijní stanicí v čele s laickými pracovníky. Od roku 1996 byla ustavena samostatná farnost s misijní stanicí ve Stříbře a kazatelskou stanicí v Třemošné s poměrně malou členskou základnou kolem 40 členů.
Farnost od počátku shromažďovala prostředky na vlastní modlitebnu. Za tři roky se podařilo vybrat téměř půl miliónu korun Biskup H. Bolleter dále zažádal o pomoc u Generálního výboru ECM pro světovou misii, kde byl následně založen Fond Milenia. Na Výroční konferenci 1996 byla stavba nové modlitebny přijata jako prvořadá akce církve. 11. dubna 1999 superintendent církve J. Červeňák poklepem symbolického základního kamene oficiálně otevřel stavbu modlitebny. V říjnu téhož roku byla dokončena a 18. prosince slavnostně otevřena.
V nových prostorách žije sbor pravidelným bohoslužebným životem, je misijně aktivní, zasahuje především mladší generaci obyvatel velkého sídliště. V novém centru je denně program pro sbor i návštěvníky z okolí.
Současným kazatelem je Ing. Pavel Kuchynka. Bohoslužby se slouží každou neděli v 9:30.